# Distrito electoral de Lincoln (condado de Lancaster, Nebraska)
Lincoln (en inglés: Lincoln Precinct) es un distrito electoral ubicado en el condado de Lancaster en el estado estadounidense de Nebraska. En el Censo de 2010 tenía una población de 550 habitantes y una densidad poblacional de 44,19 personas por km².

## Geografía
Lincoln se encuentra ubicado en las coordenadas 40°48′23″N 96°46′22″O / 40.80639, -96.77278. Según la Oficina del Censo de los Estados Unidos, Lincoln tiene una superficie total de 12.44 km², de la cual 12.44 km² corresponden a tierra firme y (0%) 0 km² es agua.

## Demografía
Según el censo de 2010, había 550 personas residiendo en Lincoln. La densidad de población era de 44,19 hab./km². De los 550 habitantes, Lincoln estaba compuesto por el 93.27% blancos, el 1.27% eran afroamericanos, el 0.55% eran amerindios, el 1.82% eran asiáticos, el 0% eran isleños del Pacífico, el 1.64% eran de otras razas y el 1.45% pertenecían a dos o más razas. Del total de la población el 3.64% eran hispanos o latinos de cualquier raza.